# Pleurogyrus longicauda
Pleurogyrus longicauda là một loài tò vò trong họ Ichneumonidae.